# 铁路画报
《铁路画报》（英語：Railways Illustrated）是英国出版的一份英文铁路运输类杂志，每月一期，内容包括铁路相关的新闻、铁路车辆资讯、铁路旅游信息等，读者多为铁道迷。该杂志创刊于2003年，初始出版单位是伊恩·艾伦出版有限公司，2012年至2020年的出版单位是密匙出版公司，之后这份杂志被Mortons Media Group收购。

## 历史
《铁路世界》杂志发行后期发行量严重下滑，以致不能维持杂志生存，发行单位伊恩·艾伦出版有限公司决定发行新的杂志并使用新的刊名取而代之。新月刊刊名最初为《铁路》（英语：Railways），但因这个刊名存在和其它刊物重名且新杂志存在大量大图，故新杂志刊名最终改为《铁路画报》。《铁路画报》的封面标题兼标识由自由设计师安德鲁·斯塔尼兰（Andrew Staniland）设计。《铁路画报》的首任主编科林·J·马斯登（Colin J. Marsden）任命的编辑团队中只有布赖恩·莫里森（Brian Morrison）和约翰·怀特豪斯（John Whitehouse）来自之前的《铁路世界》编辑团队。此外，《铁路画报》团队负责了《铁路世界》最后两期杂志的制作工作。
多年后，《铁路画报》主编由科林·J·马斯登（Colin J. Marsden）换成了皮普·邓恩（Pip Dunn），新主编皮普·邓恩（Pip Dunn）换掉了整个编辑团队。2012年年初，伊恩·艾伦出版有限公司旗下包括《铁路画报》在内的所有铁路运输类杂志全部转入密匙出版公司。 2020年9月，《铁路画报》杂志被Mortons Media Group收购。

## 内容
杂志封面会印有重要新闻。内页中的新闻页则图文并茂。《铁路画报》还会介绍英国铁路系统的重点内容，包括2011年3月号介绍英国支线铁路以及介绍内维尔山车厂。每期杂志通常会有两页哈顿铁路模型有限公司的动态。此外，通常在末尾会预告下期杂志的主要内容。

## 增刊
《铁路画报》有时会推出增刊，包括模型选购增刊、特别乘车增刊、铁路历史增刊（如2011年2月的英國鐵路55型柴電機車增刊）等等。